# Crossfaith
Crossfaith(クロスフェイス)  — японская электроникор группа из Осаки, основанная в 2006 году. Группа выпустила первое демо  "Blueprint of Reconstruction" в 2008. Состав группы: Кента Койе (вокал), Кадзуки Такемура (гитара), Хироки Икегава (бас-гитара), Тацуя Амано (ударные) и  Теруфуми Тамано (клавишные). Они известны сплавом металкор и пост-хардкор с электронной танцевальной музыкой, и энергичными живыми выступлениями.
Они выпустили свой дебютный студийный альбом "The Artificial Theory for the Dramatic Beauty" через лейбл Zestone Records в 2009 году. Второй студийный альбом "The Dream, The Space" вышел в 2011 году под лейблом Tragic Hero Records. В сентябре 2012 Crossfaith выпускают ЕР "Zion", который помог группе выйти за пределы Японии.

## История

### Ранние годы (2006-2012)
Группа берет начало из ню-метал группы с вокалистом Кентом Койе, гитаристом Кадзуки Такемура и диджеем Теруфуми Тамано, они делали каверы на песни Linkin Park и Limp Bizkit. Кента использовал рэп и скриминг. После распада группы Кои захотел создать новую метал группу. Тогда он пригласил Тацуе Амано на прослушивание в качестве барабанщика, тогда Амано еще учился в школе. Барабанный кавер на песню Slipknot "(sic)" произвел впечатление на Койе и все знали что Амано уже часть будущей группы. Теруфуми присоединился к группе с вдохновением от групп электронной танцевальной музыки, таких как Chemical Brothers и The Prodigy,чтобы соединить электронную музыку с каверами на хэви метал, которые группа делала в то время. Группа сформировалась подпитываемая ненавистью к огромной поп-культуре в Японии.
В 2010 году Койе спел песню No Plan B с канадским рэпером  Manafest. Также группа сделала кавер на композицию  "Omen" от The Prodigy, который стал бонусом в японской версии Punk Goes Pop 3 под лейблом Fearless Records.
На ранних турах группа поддерживала: Hatebreed, Machine Head, In This Moment, Bleeding Through, The Used, August Burns Red, Memphis May Fire.В марте 2011 года Tragic Hero Records  подписали контракт с группой для американского выпуска второго студийного альбома "The Dream, The Space".

### Zion, Международный успех и Apocalyze (2012-2014)
В 2012 тур группы по Европе расширился, они поддерживали  Of Mice and Men с  Bury Tomorrow и позже  While She Sleeps с  Bleed From Within и Polar в сентябре того года. В августе группа уехала в Японию на the Summer Sonic festival - крупнейший фестиваль в стране, где они играли с 3:00 утра для 10000 человек.
В сентябре 2012 года Crossfaith выпускают второй ЕР "Zion", который был пробным шагом для увеличения рынка. Название "Zion" взято после серии фильмов Матрица в честь города. ЕР получил признание от большинства критиков, таких как Kerrang! и The Sydney Morning Herald. Было снято 3 видео 'Monolith', 'Jägerbomb' и Photosphere в типографическом стиле. 10 ноября группа выступила в  the 2012 Warped Tour в the Alexandra Palace в Лондоне на 'Kevin Says Stage'. Это выступление привлекло большое внимание к группе.
4 февраля 2013 года вышел ЕР "Zion" в Европе под лейблом Search and Destroy Records и через несколько дней уже транслировался онлайн в SoundCloud. Crossfaith выступили на австралийском the Australian 2013 Soundwave  фестивале в 5-ти городах: Брисбен, Сидней, Мельбурн, Аделаида и Перт между 23 февраля и 4 марта. Уже после двух дней в Австралии,они создали мартовский тур по США с Enter Shikari и Architects.
Затем в мае группа выступала поддержкой Bring Me the Horizon в качестве хэдлайнера в Соединенном Королевстве. После тура с BMTH они исполнили два шоу в the Barfly в Лондоне и в  the Sugarmill в Стоке при поддержке We Butter The Bread With Butter. Их шоу были хорошо оценены как "полные энергии", а барабанные соло Амано было "ошеломительны". Crossfaith выпускает третий студийный альбом "Apocalyze" 4 сентября 2013 года в Японии и 9 сентября в Соединенном Королевстве. Альбом был записан Machine Shop Studios в Нью-Йорке в январе 2013 года. До выпуска альбома группа сделала три видео: "We Are the Future", "Eclipse" и "The Evolution".

### "Madness" и Xeno (2014– настоящее время)
8 октября 2014 группа выпускает трехтрековый сингл "Madness". Список состоит из: "Madness", "Dance with the Enemy" и "S.O.S.". Crossfaith объявила что они будут в туре Vans Warped Tour 2015 в Северной Америке, а также  SlamDunk Festival в Великобритании в мае 2015 года. Четвертый студийный альбом "Xeno" вышел 18 сентября 2015 года.
27 июля 2016 года группа выпустила другой макси сингл "New Age Warriors", показав три новых песни: Rx Overdrive", "Kill 'Em All" и"Revolution".

## Музыкальный стиль
Crossfaith использовали чистый вокал, начиная с первого альбома в песне "К". Это единственная песня с чистым вокалом в альбоме. Также группа использует художественную декламацию (spoken word) и шепот. Во многих песнях используется скриминг, в последних релизах чистый вокал превалирует. Обычно их стиль описывают как электроникор, из-за смешения метала, электроники, хардкора, металкора и индастриал метала. Музыка рассматривается как комбинация инструментов металкор и вокалов с клавишными и индастриал синтезаторами. Они были описаны как "Slipknot рвущий the Prodigy на части" и рассмотрены как сплав "метала, дэнс бит, неистовой ярости панка и собственной энергии". Группа всегда хотела писать лирику на английском языке, т.к. их музыка вполне себе западная.

## Дискография
- The Artificial Theory for the Dramatic Beauty (2009)
- The Dream, The Space (2011)
- Apocalyze (2013)
- Xeno (2015)
- New Age Warriors (2016)
- EX_MACHINA (2018)
- Species (2020)
- Aяk (2024)